# Heinrich III. (Vaudémont)

Wappen der Grafen von Vaudémont

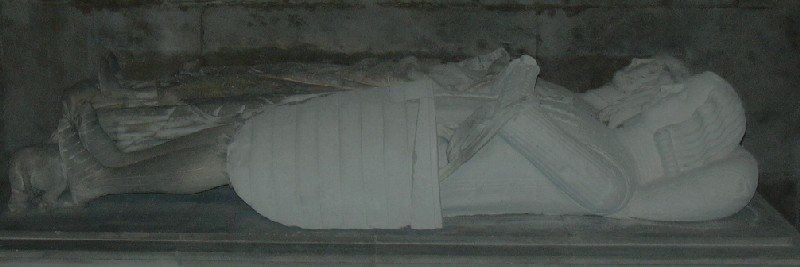
Grab Heinrichs in der Kirche in Nancy

Heinrich III. (* vor 1299; † 21. Januar 1348) war ein Graf von Vaudémont. Er war ein Sohn des Grafen Heinrich II. und der Hélisente von Vergy.
Heinrich war noch unmündig, als sein Vater 1299 in Süditalien gestorben war, weshalb für ihn sein Stiefvater, der Connétable Gaucher V. de Châtillon, die Vormundschaft ausübte. Er führte eine Fehde gegen den Herzog Theobald II. von Lothringen und griff dabei 1305 Nancy an. Als Reaktion verwüstete der Herzog die Ortschaften Réméreville und Pulligny. In dem anschließend 1306 vereinbarten Frieden heiratete Heinrich die Schwester des Herzogs. Im Jahr 1328 kämpfte er auf der Seite König Philipps VI. von Frankreich in der Schlacht von Cassel.
Seine Ehefrau war Isabella von Lothringen († 1335), eine Tochter des Herzogs Friedrich III. von Lothringen. Ihre Kinder waren:
- Heinrich IV. († 1346 in der Schlacht bei Crécy), Graf von Vaudémont
- Margarete († 1355), ⚭ 1323 mit Anselm von Joinville, Marschall von Frankreich

Da sein einziger Sohn und zeitweiliger Mitregent in der Schlacht gefallen war, ging sein Erbe auf seinen Enkel Heinrich von Joinville über.